# دودلي دبليو. آدامز
دودلي دبليو. آدامز (بالإنجليزية: Dudley Warren Adams)‏ هو مدرس أمريكي، ولد في 30 نوفمبر 1831، وتوفي في 13 فبراير 1897.